# Hans Reichenbach
Hans Reichenbach (26. září 1891, Hamburk – 9. dubna 1953, Los Angeles) byl německo-americký filosof vědy a představitel logického pozitivismu. Jeho nejznámější dílo je The Rise of Scientific Philosophy ("Vznik vědecké filosofie", 1951).

## Život
Reichenbach se narodil jako jeden z pěti dětí vzdělaného židovského obchodníka. Po maturitě v Hamburku studoval stavební inženýrství ve Stuttgartu, fyziku, matematiku a filosofii v Berlíně, Erlangenu, Göttingenu a v Mnichově. Mezi jeho učiteli byl Ernst Cassirer, David Hilbert, Max Planck a Max Born. Roku 1915 promoval v Erlangenu prací o teorii pravděpodobnosti a pak krátce sloužil v německé armádě.
Po návratu do Berlína pracoval jako fyzik a inženýr a navštěvoval Einsteinovy přednášky o teorii relativity, od roku 1920 přednášel ve Stuttgartu a o teorii relativity vydal několik knih, zejména „Filosofie prostoru a času“ (1928). Roku 1926 se s Planckovou a Einsteinovou pomocí stal docentem fyziky v Berlíně, kde založil známý „Berlínský kroužek“ a zavedl v Německu tehdy neobvyklý způsob výuky, při níž diskutoval se studenty.
Po nacistickém převratu roku 1933 emigroval do Turecka, kde vedl katedru filosofie na univerzitě v Istanbulu a roku 1938 odjel do USA, kde stal profesorem filosofie na Kalifornské univerzitě v Los Angeles (UCLA), Zde vydal svá nejznámější díla o filosofických základech kvantové mechaniky (1944), o symbolické logice (1947) a Vznik vědecké filosofie (1951). Posmrtně vyšla ještě kniha o směru času.
Reichenbach se přičinil o proslulost Losangeleské univerzity v oboru filosofie a z jeho četných žáků vynikl zejména Hilary Putnam.